# Marlins Puerto de la Cruz
Uniformes

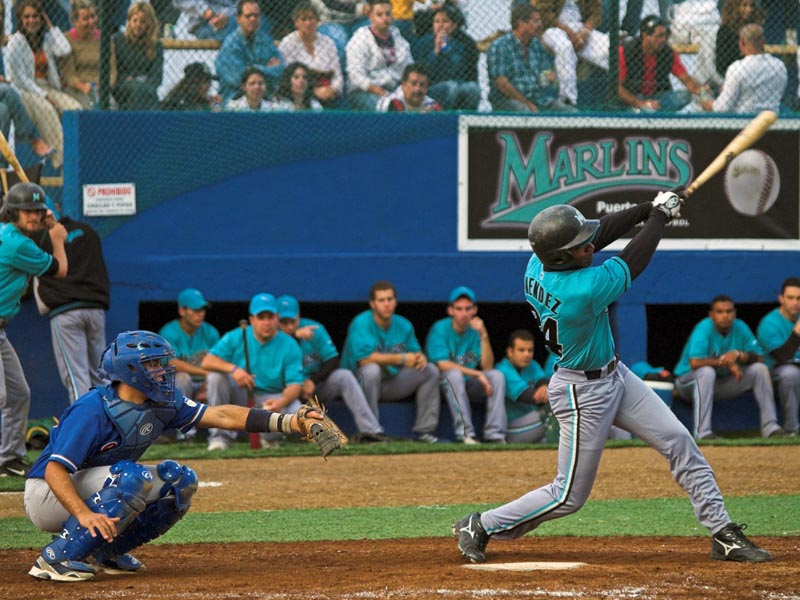
Les Marlins à domicile

Le Marlins Puerto de la Cruz est un club de baseball basé à Los Realejos, sur l'île de Tenerife, dans les îles Canaries.
Les "Tenerife Marlins", comme on les surnomme aussi, évoluent en Division de Honor, la première division de baseball espagnol. Les matchs à domicile se jouent au stade El Burgado à Puerto de la Cruz.

## Histoire
Fondé en 1997, le club monte vite les échelons. Il remporte le championnat chaque année entre 2005 et 2009,, gagnant deux Coupes du Roi pendant cette période.
Vainqueur de la Coupe d'Europe de la CEB en 2004, les Marlins sont finalistes en 2005. La Coupe disparait en 2007, mais les Marlins continuent les joutes européennes en Coupe d'Europe de baseball (C1) depuis.
Les jeunes ne sont pas en reste, l'équipe junior remportant le titre national en 2010,.

## Palmarès
- Champion d'Espagne : 2005, 2006, 2007, 2008 et 2009.
- Vainqueur de la Coupe du Roi: 2007 et 2009.
- Vice-champion d'Espagne : 2004.
- Vainqueur de la Coupe d'Europe de la CEB : 2004.
- Finaliste de la Coupe d'Europe de la CEB : 2005.